# 協和站 (日本)
協和站（日语：／ Kyōwa eki */?）是位於北海道標津郡中標津町字協和，北海道旅客鐵道（JR北海道）的標津線支線車站（廢站）。隨著標津線廢線，車站在1989年（平成元年）4月30日廢除。

## 歷史
- 1957年（昭和32年）12月25日 - 日本國有鐵道（國鐵）標津線車站啟用[1]。當時為旅客車站。
- 1987年（昭和62年）4月1日 - 伴隨國鐵分割民營化，車站由北海道旅客鐵道（JR北海道）營運。
- 1989年（平成元年）4月30日 - 標津線全線廢除，此站也廢除[1]。

### 站名的由來
車站名稱取自地名。當地村落在1928年（昭和3年）形成當初名為「東雲（しののめ）」、「寧樂（ねいらく）」和「春別」，由於這樣會造成不便，因此三個村落共同改名為「協和」，意思是為了「以同心協力的精神，推動地區發展」。

## 車站構造
截至車站廢除前，此站是地面車站，設有1面1線的單式月台。月台是使用木製，構造比較簡單。月台位於車站西南方（中標津方向會開啟左邊車門）。靠近中標津一方的樓梯處設有候車室。

## 車站周邊
- 根室交通（日语：根室交通）「協和」巴士站

## 相鄰車站
北海道旅客鐵道
標津線 （支線）
中標津－協和－春別

## 注腳
1. 1 2  今尾惠介監修《日本鉄道旅行地図帳》1號 北海道，新潮社，2008年，p.44
2. 1 2  札幌鉄道局 (编). . 北彊民族研究会. 1939: 169. NDLJP: 1029473 （日语）.
3. 1 2  . 中標津町郷土館.   [2018-06-05]. （原始内容存档于2022-04-25） （日语）.